# Nuno Martins Barreto
Nuno Martins Barreto (1270 -?) foi um nobre medieval do Reino de Portugal que se envolveu pessoalmente durante a Guerra Civil portuguesa de 1319 a 1324 dando o seu apoio à causa de D. Afonso Sanches (1289-1329), filho do Rei Dinis I de Portugal. Em Estremoz, no dia 5 de março de 1320, aquando do assassínio do Bispo de Évora, Nuno Martins foi um dos principais suspeitos. 

## Relações familiares
Foi filho de Martim Fernandes Barreto (1250 - 1316) e de Maria Rodrigues de Chacim (c. 1250 -?) filha de Rui Nunes de Chacim e de D. Aldonça Mendes Tavaia. Casou por duas vezes, a primeira com Maria Anes, 3.ª senhora do Estoril (c. 1270 -?), filha do alcaide-mor da Covilhã e 2.º senhor do Estoril, João Esteves (1250 -?) e de Fruilhe Lourenço de Valadares (c. 1250 -?), de quem teve:
1. Beringeira Nunes Barreto, 4.ª senhora do Estoril (c. 1290 -?), casada com D. Rui Gonçalves Pereira (1280 -?) filho bastardo de D. Gonçalo Pereira (1250 -?) "o Liberal" e de Marinha Vasques.

O segundo casamento foi com D. Berengária Rodrigues Raposo (1370 -?), filha de D. Rui Gonçalves Raposo (c. 1275 -?) e de Maria Nunes de Aça, de quem teve:
1. Álvaro Nunes Barreto;
2. Gomes Nunes Barreto [1].